# Episema concors
Episema concors är en fjärilsart som beskrevs av Otto Staudinger 1891. Episema concors ingår i släktet Episema och familjen nattflyn. Inga underarter finns listade i Catalogue of Life.